# August Bielenstein
August Johann Gottfried Bielenstein, född 4 mars 1826 i Mitau, död där 6 juli 1907, var en balttysk språkforskare och teolog. Han var svåger till Ludwig von Strümpell och morbror till Adolf von Strümpell.
Bielenstein studerade vid Dorpats kejserliga universitet och blev 1852 kyrkoherde i Neu-Autz, varifrån han 1867 förflyttades till Doblen nära Mitau. Synnerligen framstående är hans grammatiska arbete Die lettische Sprache nach ihren Lauten und Formen (1863). Såsom medlem av "Lettiska litterära sällskapet" (vars president han var sedan 1864) verkade han för utarbetandet av en lettisk ordbok och för undersökningar rörande den lettiska och baltiska forntiden samt med revisionen av den lettiska bibeltexten, vilken i sitt nya skick utkom 1877. Han utgav bland annat en stor samling lettiska folkvisor (1876) och Tausend lettische Rätsel (1881). Ryska vetenskapsakademien i Sankt Petersburg lät på sin bekostnad trycka hans verk Die Grenzen des lettischen Volksstammes und der lettischen Sprache in der Gegenwart und im 13. Jahrhundert (med en atlas, 1892).